# هيزل أدير (روائية)
هيزل أدير (بالإنجليزية: Hazel Adair)‏ (30 مايو 1900، نورتش في المملكة المتحدة - 1 أكتوبر 1990 في المملكة المتحدة)؛ روائية بريطانية.